# Perenethis fascigera
Perenethis fascigera är en spindelart som först beskrevs av Friedrich Wilhelm Bösenberg och Embrik Strand 1906.  Perenethis fascigera ingår i släktet Perenethis och familjen vårdnätsspindlar. Inga underarter finns listade i Catalogue of Life.